# Adam Czetwertyński
Adam Czetwertyński (ur. 15 stycznia 1945 w Warszawie) – polski nauczyciel i dziennikarz, redaktor w wydawnictwach książkowych, instruktor Związku Harcerstwa Polskiego, harcmistrz, samorządowiec. Absolwent Wydziału Polonistyki Uniwersytetu Warszawskiego (1971).

## Życiorys

### Harcerstwo
Od 1961 czynny instruktor ZHP w Hufcu ZHP Warszawa-Praga-Południe. W ZHP pełnił m.in. funkcje: drużynowego, komendanta związku drużyn, komendanta szczepów w szkołach średnich (46 WDH im. Janusza Korczaka i 3 WDH im. x Józefa Poniatowskiego), namiestnika drużyn starszoharcerskich, członka komendy hufca i zastępcy komendanta hufca, członka Rady Chorągwi Stołecznej, członka Rady Naczelnej ZHP i jej prezydium (1981–1985). Szef ofensywy starszoharcerskiej ZHP (1981–1985). Delegat na kolejne zjazdy ZHP (1981–1990).
Organizator/komendant kilkudziesięciu obozów, zimowisk i kursów. Od 2015 członek kapituły Krzyża „Za Zasługi dla ZHP”. Od 2018 szef zespołu Wydziału Zagranicznego GK ZHP ds. harcerstwa polskiego za granicą.
W latach 1994–2002 był redaktorem naczelnym miesięcznika instruktorów ZHP „Czuwaj”. Od 2004 jest redaktorem, członkiem kolegium redakcyjnego „Czuwaj”. Od 2018 zastępca redaktora naczelnego.
W Hufcu ZHP Warszawa-Praga-Południe między innymi członek Sądu Harcerskiego (2014–), Komisji Stopni Instruktorskich (2012–), redakcji miesięcznika „Praski Świerszcz” (2014–). Członek komisji historycznej Chorągwi Stołecznej ZHP (2001–).
Ponad 20 lat współpracuje ze środowiskami polonijnymi i harcerskimi na Białorusi. Wielokrotny organizator obozów szkoleniowych dla harcerzy z Białorusi.

### Praca wydawnicza i dziennikarska
W latach 1970–1982 redaktor, starszy redaktor, kierownik redakcji w Wydawnictwie Harcerskim / Wydawnictwie Harcerskim „Horyzonty” oraz Wydawnictwie Książkowym Młodzieżowej Agencji Wydawniczej RSW, redaktor wielu pozycji książkowych. W latach 1982–1989 dziennikarz, redaktor odpowiedzialny miesięcznika „Drużyna – Na Tropie”, wydawanego przez RSW Młodzieżową Agencję Wydawniczą, autor licznych publikacji. W latach 1990–1993 redaktor, kierownik Harcerskiego Biura Wydawniczego. Od 1994 w „Czuwaj”.
Współautor podręcznika dla kl. V i VI „A to historia” (Wydawnictwo Nowa Era).

### Szkolnictwo
Ponad 40 lat – od 1973 do 2017 na części etatu nauczyciel języka polskiego w IV Liceum Ogólnokształcącym im. A. Mickiewicza w Warszawie. W 2014–2015 nauczyciel w prywatnym gimnazjum Cecylii Plater-Zyberkówny w Warszawie.
Od 2005 egzaminator matur zewnętrznych z języka polskiego. Ekspert w projekcie „Szkoła z klasą” Centrum Edukacji Obywatelskiej i „Gazety Wyborczej”.

### Działalność samorządowa
W latach 1994–1998 i 2000–2002 radny dzielnicy Warszawa-Praga-Południe, m.in. przewodniczący i zastępca przewodniczącego komisji oświaty i wychowania, członek komisji kultury, członek komisji rewizyjnej. Był redaktorem miesięcznika „Socjaldemokrata Praski”. W latach 2002–2006 radny m. st. Warszawy, wiceprzewodniczący komisji kultury, członek komisji edukacji.

## Odznaczenia, wyróżnienia
- Krzyż Kawalerski Orderu Odrodzenia Polski (2001)[5]
- Złoty Krzyż Zasługi (1987)[6]
- Srebrny Krzyż Zasługi (1982)
- Brązowy Krzyż Zasługi (1977)
- Medal Komisji Edukacji Narodowej (2002)[7]
- Srebrny Medal „Opiekun Miejsc Pamięci Narodowej” (2012)
- Brązowy Medal „Zasłużony Kulturze Gloria Artis” (2021)
- Złoty Krzyż „Za Zasługi dla ZHP” (1986)
- Krzyż „Za Zasługi dla ZHP” (1972)
- Medal Pamiątkowy XXV-lecia „Czuwaj”[8] (2015)
- Odznaka Honorowa im. Krystyny Krahelskiej – Pamięci Powstania Warszawskiego (2015)
- Złota Odznaka honorowa „Za Zasługi dla Warszawy” (1980)
- Medal im. dr. Henryka Jordana (1976)
- Odznaka Kościuszkowska (1973)
- Odznaka Przyjaciela Dziecka (1971)